# San Michele (fregata)
La San Michele è stata una fregata a vela della Regia Marina, già della Marina del Regno di Sardegna.

## Storia

### I primi anni e la prima guerra d'indipendenza
Costruita tra il 1839 ed il 1842 nei cantieri genovesi della Foce, la nave fu una delle migliori fregate della Marina sardo-piemontese. Lo scafo era in legno, con l'opera viva ricoperta di rame; l'unità aveva tre alberi a vele quadre e bompresso (armamento velico a nave) ed era pesantemente armata con ben 54 tra cannoni e carronate.
Già nel 1842, l'anno stesso che entrò in servizio, la San Michele compì una traversata atlantica che la portò in Brasile. Nel 1847, invece, la nave, al comando del capitano di vascello Giorgio Mameli, venne mandata in Svezia, da dove rientrò, dopo aver fatto tappa nei porti di Malaga, Brest, Copenaghen, Kronstadt, Stoccolma (andata) e Falmouth (ritorno), approdando a Genova il 4 dicembre di quell'anno, con un carico di cannoni prodotti nel Paese scandinavo.
Come nave di bandiera del contrammiraglio Giuseppe Albini, comandante della squadra navale sarda che operò in Adriatico nel corso della prima guerra d'indipendenza, la San Michele, al comando del capitano di fregata G. B. Millelire, lasciò le basi liguri il 26 aprile 1848, insieme alle fregate Des Geneys e Beroldo, al brigantino Daino ed alla goletta Staffetta (un secondo scaglione, composto dalle corvette Aquila ed Aurora e dalle pirocorvette Tripoli e Malfatano, partì qualche giorno più tardi). Si trattò della prima occasione in cui navi sarde issarono la bandiera tricolore poi destinata diventare quella italiana. Dopo aver circumnavigato la penisola italiana con tempo sfavorevole ed aver fatto tappa ad Ancona il 20 maggio, la squadra sarda giunse a Venezia il 22 maggio 1848, aggiungendosi ad un'altra formazione navale del Regno delle Due Sicilie, già giunta nella città veneta, e ad una piccola flottiglia veneta: le tre squadre unite erano più potenti di quella austroungarica e questo destò grande entusiasmo, unitamente al fatto che il contrammiraglio Albini aveva ricevuto ordine di attaccare e distruggere eventuali navi nemiche. Ad assumere il comando congiunto delle operazioni fu lo stesso Albini.
Lo stesso 22 maggio 1848 la squadra sardo-veneto-napoletana avvistò al largo di Sacca di Piave una divisione austroungarica di minore forza. Essendo venuto meno il vento, Albini, disponendo solo di navi a vela, convinse il commodoro Raffaele De Cosa, comandante la squadra borbonica, per non perdere la superiorità numerica, a far prendere a rimorchio le unità piemontesi dalle pirofregate borboniche, ma il tutto venne eseguito in maniera talmente confusa che quattro piroscafi austroungarici fecero in tempo a raggiungere le navi della propria divisione ed a rimorchiarle sino a Muggia, le cui batterie costiere avevano a quel punto impedito ogni intervento della squadra sardo-napoletana. A quel punto la San Michele e le altre navi sarde si misero alla fonda nella laguna di Sacca di Piave.
Dal 7 giugno al 14 agosto la fregata, insieme alle altre navi sardo-piemontesi e ad alcune unità venete (la squadra borbonica era già stata fatta rientrare per via delle rivolte scoppiate in Sicilia), stazionò al largo di Trieste nell'ambito del blocco navale imposto alla città, importante porto civile e militare austro-ungarico. Tale blocco rimase però sulla carta, dato che la squadra sardo-veneta, giunta davanti a Trieste già il 23 maggio, aveva ricevuto diversi consoli delle nazioni della Confederazione tedesca, i quali affermarono che qualunque atto di guerra contro Trieste sarebbe stato considerato anche contro i loro stati. La squadra italiana rimase pertanto inattiva, e non reagì nemmeno quando, il 6 giugno, la San Michele venne colpita di rimbalzo da una palla sparata per provocazione da una fregata austroungarica. Nonostante la formale proclamazione del blocco, avvenuta l'11 giugno, diverse navi nemiche con carichi militari riuscirono ad entrare ed uscire da Trieste senza incontrare ostacoli. Le navi sarde rientrarono a Venezia in agosto e ricevettero l'ordine di ritrasportare in Piemonte via mare il corpo di spedizione sardo-piemontese del generale La Marmora, costituito da circa 2.000 uomini. Tornate ad Ancona il 9 settembre, negli ultimi giorni di ottobre le navi effettuarono una breve puntata su Venezia, per poi tornare rapidamente nel porto marchigiano. Il 22 dicembre 1848, in seguito all'armistizio tra Regno di Sardegna ed Impero austro-ungarico, la San Michele (come le altre navi) fece ritorno ad Ancona, dove rimase fino all'aprile del 1849. Il 7 aprile 1849, in seguito alla nuova e definitiva sconfitta piemontese di Novara, la fregata venne inviata a Venezia, dove imbarcò le truppe sardo-piemontesi che abbandonavano la Lombardia. Due giorni dopo si verificò l'ammutinamento dell'equipaggio (la disciplina tra gli equipaggi era andata scadendo a causa del provvedimento di arruolamento straordinario che era stato frettolosamente attuato per poter rendere operative tutte le navi della squadra), ma la situazione tornò prestò all'ordine in seguito all'operato del comandante Millelire, ed il 5 maggio 1849 la San Michele fece il suo ingresso nel porto di Genova.

### La guerra di Crimea, l'impresa dei Mille e gli ultimi anni
Nel 1856, durante la guerra di Crimea, la San Michele fece parte della Divisione Navale sarda inviata in Crimea (forte complessivamente di 23 navi di vario tipo, 126 pezzi d’artiglieria e 2574 uomini) e prese parte alle operazioni di tale conflitto.
Il 16-18 settembre 1860 la fregata si unì davanti ad Ancona, insieme ad alcune unità minori ed ausiliarie (brigantino Azzardoso, piroscafi Tanaro e Conte di Cavour), alla squadra comandata dall'ammiraglio Carlo Pellion di Persano (pirofregate Vittorio Emanuele, Carlo Alberto, Maria Adelaide, Governolo e Costituzione), per partecipare all'assedio di Ancona. La formazione di Persano, dopo una prima comparsa davanti ad Ancona, diresse quindi per Rimini e poi Senigallia per cercare il generale Fanti, col quale l'ammiraglio avrebbe dovuto concordare le operazioni per occupare la piazzaforte marchigiana; il generale si era tuttavia già spostato con le sue truppe a Castelfidardo, e qui lo contattò Persano. Il 18 settembre, pianificato l'attacco, la flotta italiana fece la sua comparsa nelle acque di Ancona, venendo fatta segno del tiro delle fortezze difensive ed aprendo quindi a sua volta il fuoco. In questa prima azione di bombardamento venne pesantemente danneggiata la batteria di Colle Cappuccini, ma alcune cannonate caddero anche sulla città provocando la morte di una donna e due bambini. Il 20 settembre fu posto il blocco navale (eccezion fatta solo per la pesca), mentre il 22 ed il 23 furono effettuate nuove azioni di bombardamento, dirette principalmente contro la batteria del Cardeto. Il 25 ed il 26 settembre vennero fatti tentativi con squadre che su scialuppe sbarcarono per rimuovere le catene che impedivano alle navi italiane l'accesso nel porto, ma in entrambi i casi le squadre italiane furono scoperte e dovettero ritirarsi. La situazione per le navi italiane stava inoltre divenendo piuttosto precaria: il carbone iniziava a scarseggiare e mancavano approdi per poter effettuare eventuali riparazioni. All'una del pomeriggio del 28 settembre le pirofregate Costituzione, Governolo e Vittorio Emanuele si ormeggiarono nei pressi della potente fortezza della Lanterna e, nonostante il continuo cannoneggiamento da parte del forte ed il vento di scirocco che complicava l'operazione, le tre navi (rinforzate poi dalla pirofregata Carlo Alberto), danneggiarono pesantemente la Lanterna ed affondarono tutte le imbarcazioni ormeggiate nei suoi pressi; infine la Vittorio Emanuele, avvicinatasi ulteriormente, colpì il deposito munizioni del forte, che saltò in aria (rimasero uccisi 125 artiglieri su 150), tra le cause principali della resa della città, avvenuta l'indomani.
Pochi mesi dopo la San Michele (agli ordini del capitano di fregata Alessandro Carlo Cesare Ferruti) partecipò al bombardamento ed alla presa di un’altra piazzaforte marittima, quella di Gaeta. Presente a Gaeta dal 19 gennaio 1861, la fregata partecipò all'azione di bombardamento navale del 22 gennaio. Nel corso di tale giornata le navi italiane, salpate alle 9.30, effettuarono un primo cannoneggiamento dalle 10.30 a mezzogiorno, poi reiterarono l'azione nel pomeriggio: in tutto vennero sparati circa 4.000 proiettili. Gran parte delle unità della flotta, inclusa la San Michele, riportarono dei danni a causa del tiro delle fortezze borboniche, mentre nel cannoneggiamento delle navi italiane fu affondato l'avviso borbonico Etna e gravemente danneggiata la fregata Partenope. Già il 24 gennaio, comunque, la vecchia fregata fece ritorno a Napoli, da dove poi rientrò a Genova. Gaeta si arrese il 13 febbraio 1861 in seguito all'esplosione del deposito munizioni «Transilvania». Un membro dell'equipaggio della San Michele, il luogotenente di vascello Fortunato Cassone, venne decorato di Medaglia d'argento al valor militare in seguito agli eventi di Gaeta.
Il 17 marzo 1861, con la nascita della Regia Marina, la San Michele venne iscritta nei ruoli della nuova Marina. A quel tempo l'armamento della fregata era stato ridotto a 44 pezzi d'artiglieria (2 cannoni lisci da 80 libbre, 30 cannoni lisci da 40 libbre, 10 cannoni-obici da 200 mm, 4 cannoni da sbarco lisci da 8 libbre).
Ormai largamente superata, la vecchia San Michele ebbe impiego come nave scuola per allievi ufficiali dal 1861 al 1868.
Posta in disarmo il 14 dicembre 1868, la vetusta unità fu impiegata nell'Arsenale di La Spezia come pontone a partire dal maggio 1869. Radiata nel dicembre dello stesso anno, venne venduta per demolizione nel marzo del 1875.